# Johannes Cornelis Wienecke
Johannes Cornelis Wienecke (Heiligenstadt, 24 maart 1872 – Apeldoorn, 8 november 1945) was een Nederlands beeldhouwer en medailleur.
Wienecke was een leerling van Bart van Hove. Hij werd vooral bekend als ontwerper van Nederlandse omloopsmunten. Hij voerde echter ook een groot aantal opdrachten uit voor particulieren en instellingen. Zijn bekendste beeldhouwwerk is het monument voor Generaal Karel van der Heijden (3 juni 1905), commandant van Bronbeek. Dit monument stond oorspronkelijk op de Karel van der Heijdenweg. Het is sindsdien gesloopt. Op het terrein van Bronbeek is een nieuw monument ingericht (1963) met gebruikmaking van metalen delen van het oude monument (Karel van der Heijden bank).
In 1900 werd Wienecke benoemd tot kunstenaar-stempelsnijder aan 's Rijks Munt in Utrecht. Hij ontwierp de muntenserie "hermelijnen mantel" (geslagen van 1910 tot 1925) en de serie "opgestoken haar" (geslagen 1921-1945). Hij had verder de hand in kleine wijzigingen, doorgevoerd op het type "diadeem" van zijn voorganger, Pier Pander (vanaf 1901, geslagen tot 1909.) Er zijn ook munten van het type "opgestoken haar" geslagen voor Curaçao, Suriname en Nederlands-Indië. De - bij 's Rijks Munt geslagen - rijwielbelastingplaatjes van 1936/1937 tot en met 1941/1942 zijn ook van de hand van Wienecke. In 1941 werd Wienecke vervangen door de collaborateur Nico de Haas.
In 1904 verhuisde Wienecke naar Zeist, waar hij een aantal penningen voor de gemeente vervaardigde. Vanaf 1920 was hij verbonden aan het in Zeist gevestigde bedrijf Gerritsen & Van Kempen, waarvoor hij tot rond 1941 actief bleef. Zijn stijl was redelijk conventioneel.
Wienecke stierf op 73-jarige leeftijd in Apeldoorn. Hij is begraven op Begraafplaats Heidehof in Ugchelen. In september 2017 verscheen een biografie over Wienecke.

## Galerij

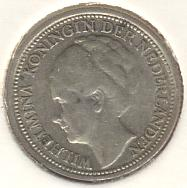
Wilhelmina-munt
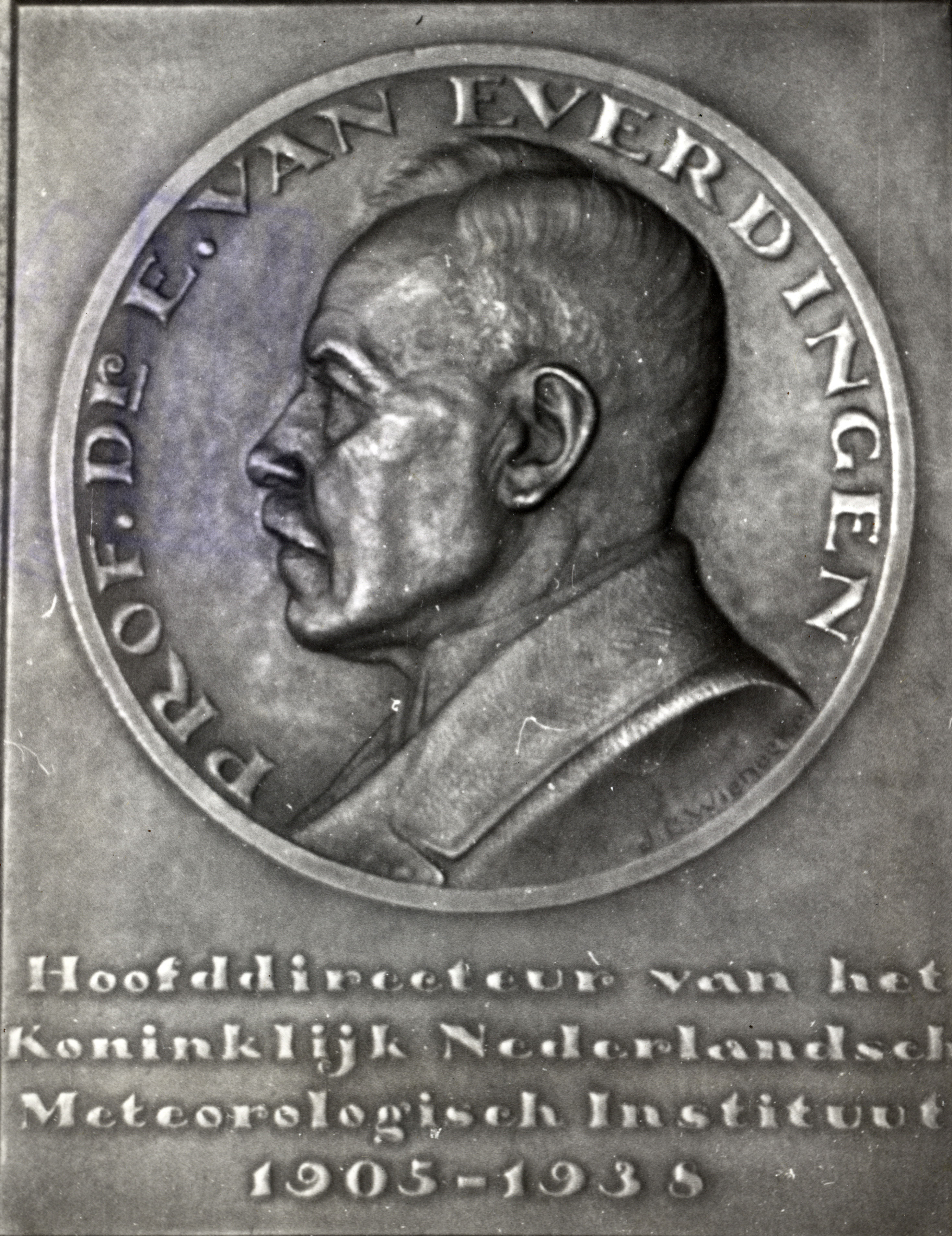
Portret Ewoud van Everdingen
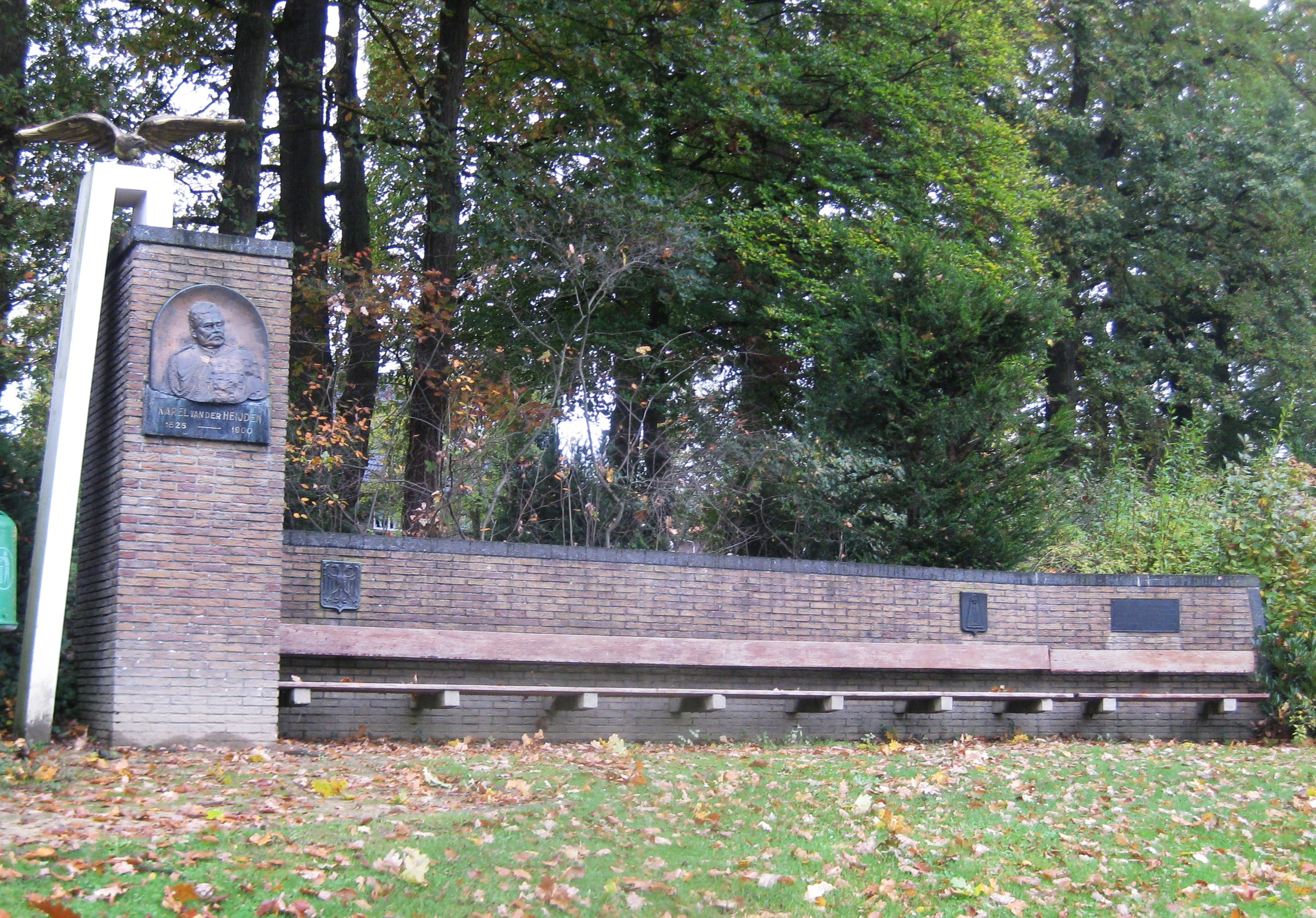
Karel van der Heijden-bank (hersteld)
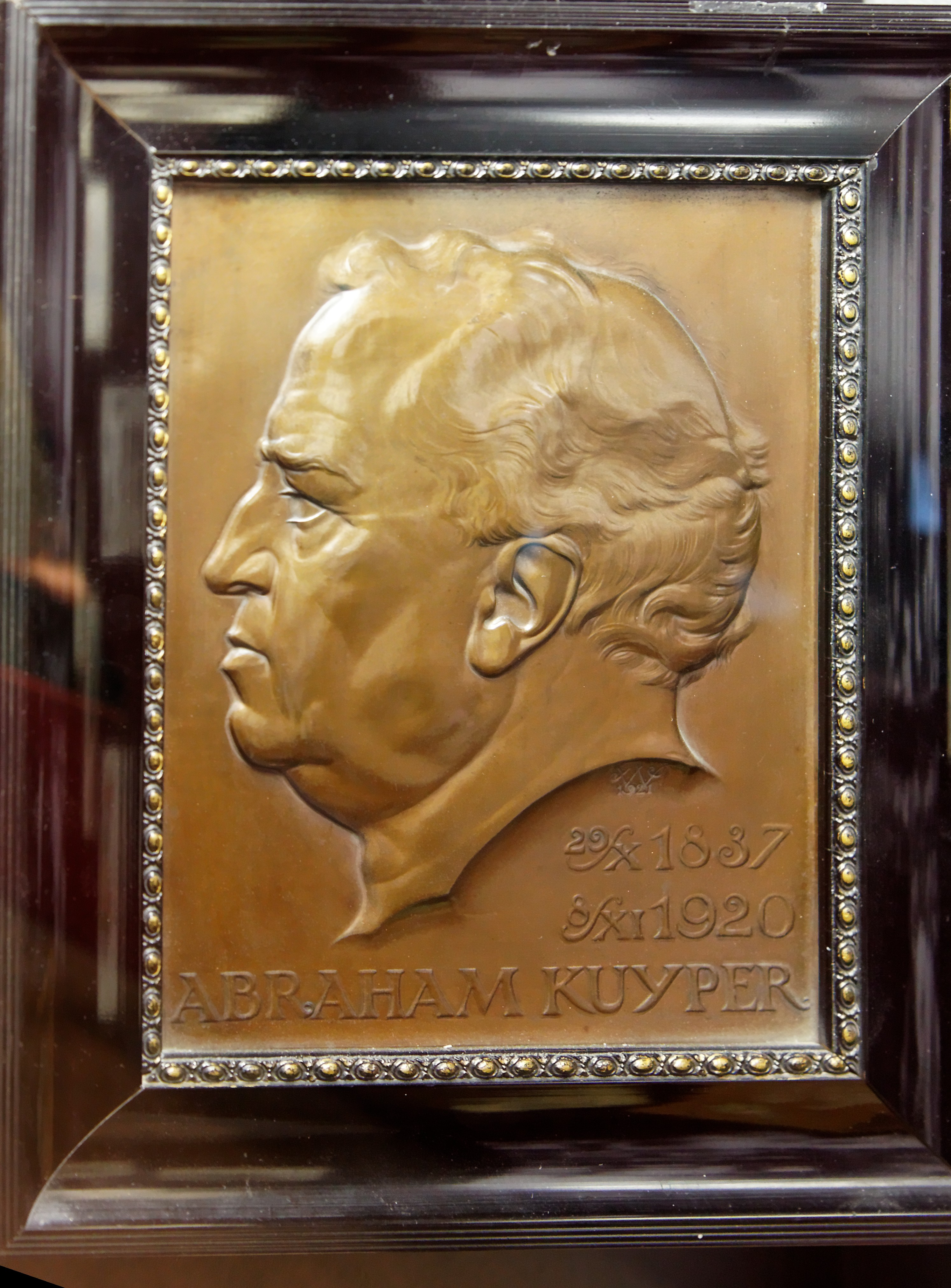
Plaquette Abraham Kuyper
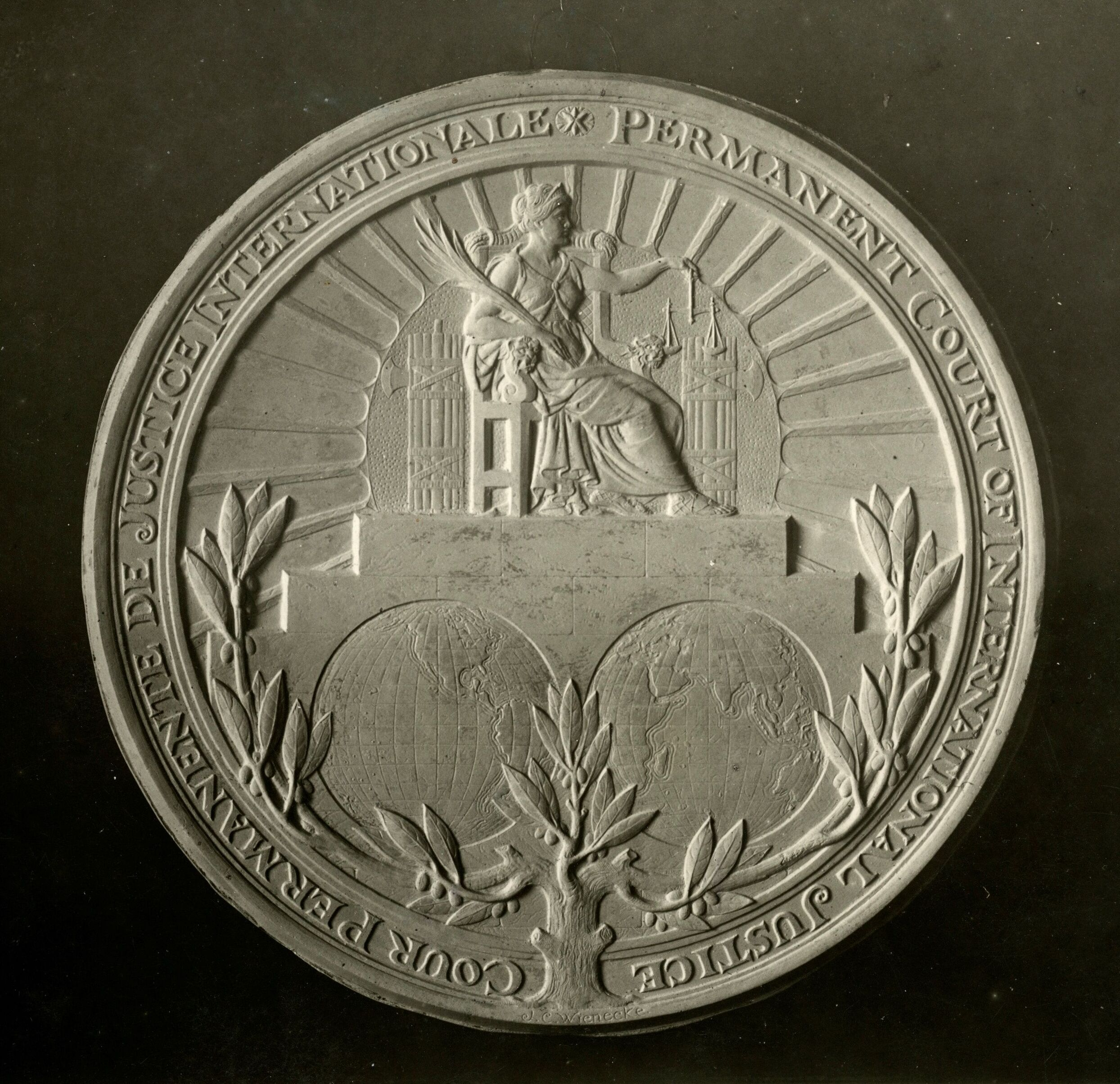
Zegel Permanent Hof van Internationale Justitie
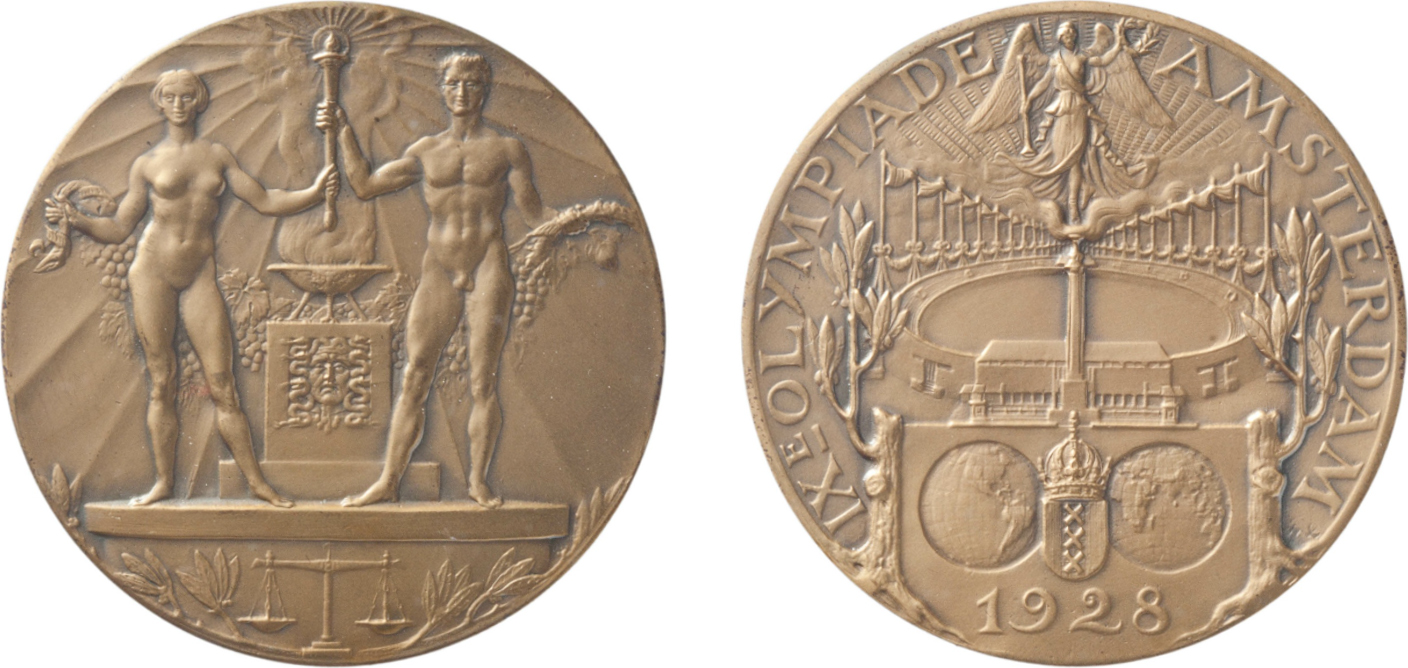
Johannes Wienecke, bronzen penning uit 1928 voor deelnemers aan de negende Olympische Spelen in Amsterdam